# Championnat de France de hockey sur glace 1943-1944
Saison précédente Saison suivante
La saison 1943-1944 est la 26e saison du championnat de France de hockey sur glace qui porte le nom de 1re série.

## Résultats
1re série (dimanche 30 janvier 1944 à Chamonix) :
- Chamonix 5-0 Racing Club de France (1-0, 3-0, 1-0)

## Bilan
Le HC Chamonix-Mont-Blanc est champion de France pour la dixième fois.